# 347940 Jorgezuluaga
347940 Jorgezuluaga è un asteroide della fascia principale. Scoperto nel 2003, presenta un'orbita caratterizzata da un semiasse maggiore pari a 3,0671242 UA e da un'eccentricità di 0,2848827, inclinata di 18,90658° rispetto all'eclittica.